# Leopold Kretzenbacher
Leopold Felix Kretzenbacher (* 13. November 1912 in Leibnitz; † 21. Juni 2007 in Graz) war ein österreichischer Volkskundler und Kulturhistoriker.

## Leben und Wirken
Leopold Kretzenbacher wurde am 13. November 1912 als Sohn von Michael Kretzenbacher (* 8. September 1872) und dessen Ehefrau Franziska (geborene Kuder; * 24. September 1876) in Leibnitz geboren und am 24. November 1912 auf den Namen Leopold Felix getauft. Seine Eltern hatten am 23. April 1899 geheiratet. Nach seiner allgemeinen Schulausbildung studierte Kretzenbacher zunächst Indogermanistik, klassische Philologie, Germanistik, Slawistik, Deutsche Altertumskunde sowie Balkanologie an der Universität Graz und wurde 1936 mit einer Dissertation über das steirische Volksschauspiel promoviert. 1939 folgte seine Habilitation: Germanische Mythen in der epischen Volksdichtung der Slowenen. Am 20. Februar 1940 heiratete er standesamtlich. Ein Jahr später, am 22. März 1941, wurde er apostasiert.
Zwischen 1940 und 1943 war er Dozent für Volkskunde an der Grazer Universität, 1943/44 Gastprofessor in Agram (Zagreb). Im Jahre 1950 wurde er Professor für Volkskunde in Graz, 1961 folgte er dem Ruf der Universität Kiel und lehrte hier als Ordinarius ab 1962. Vier Jahre später übernahm er die Leitung des Instituts für deutsche und vergleichende Volkskunde der Universität München. Seit 1977 war er emeritiert.
Er war Mitglied der Historischen Landeskommission für Steiermark (seit 1967), ordentliches Mitglied der Bayerischen Akademie der Wissenschaften (seit 1969), Ehrenmitglied der Königlichen Gustav-Adolfs-Akademie zu Uppsala, korrespondierendes Mitglied der Österreichischen Akademie der Wissenschaften und der Slowenischen Akademie der Wissenschaften sowie active Member der New York Academy of Sciences.
Kretzenbacher war befreundet mit dem Volkskundler und Politiker Hanns Koren, dem er sein Buch Schutz- und Bittgebärden der Gottesmutter widmete.

## Preise und Auszeichnungen
- 1984: Ehrendoktor der juristischen Fakultät der Universität Graz
- 1985: Georg-Graber-Medaille
- 1997: Ehrenring des Landes Steiermark
- 1998: Michael-Haberlandt-Medaille

## Publikationen
- Frühbarockes Weihnachtsspiel in Kärnten und Steiermark. Klagenfurter und Grazer Weihnachtsspieltexte des frühen 17. Jahrhunderts als kulturhistorische Denkmäler der Gegenreformation in Innerösterreich. Klagenfurt 1952 (= Archiv für vaterländische Geschichte und Topographie. Band 40).
- Die Ketten um die Leonhardskirchen im Ostalpenraume. Kulturhistorische Beiträge zur Frage der Gürtung von Kulturobjekten in der religiösen Volkskultur Europas. In: Leopold Schmidt (Hrsg.): Kultur und Volk. Beiträge zur Volkskunde aus Österreich, Bayern und der Schweiz. Festschrift für Gustav Gugitz zum 80. Geburtstag (= Veröffentlichungen des Österreichischen Museums für Volkskunde. Band 5). Selbstverlag des Österreichischen Museums für Volkskunde, Wien 1954, S. 164–202.
- Kynokephale Dämonen südosteuropäischer Volksdichtung. Vergleichende Studien zu Mythen, Sagen, Maskenbräuchen um Kynokephaloi, Werwölfe und südslawische Pesoglavci. München 1968 (= Beiträge zur Kenntnis Südosteuropas und des Nahen Ostens, V. Band).
- Teufelsbündner und Faustgestalten im Abendlande. Verlag des Geschichtsvereins für Kärnten: Klagenfurt, 1968 (Buchreihe des Landesmuseums für Kärnten. Band 23).
- Bilder und Legenden. Erwandertes und erlebtes Bilder-Denken und Bild-Erzählen zwischen Byzanz und dem Abendlande. Klagenfurt 1971 (= Aus Forschung und Kunst. Band 13).
- Windradl und Klapotetz. Ein landschaftseigenes Sinnzeichen der Heimat im untersteirischen Weinland, Verlag Dr. Dr. Rudolf Trofenik, München 1975.
- Aus schwarz wird Weiß. Zu einem Gnadensinnzeichen als Legendentopos. Wien 1978.
- Ethnologia Europaea. Studienwanderungen und Erlebnisse auf volkskundlicher Feldforschung im Alleingang. München 1986 (= Beiträge zur Kenntnis Südosteuropas und des Nahen Orients. Band 39).
- Geheiligtes Recht. Aufsätze zu einer vergleichenden rechtlichen Volkskunde in Mittel- und Südosteuropa. Wien u. a. 1988 (= Forschungen zur europäischen und vergleichenden Rechtsgeschichte. Band 3).
- Volkskunde im Mehrvölkerraum. Ausgewählte Aufsätze zu Ethnologie und Kulturgeschichte in Mittel- und Südosteuropa (= Beiträge zur Kenntnis Südosteuropas und des Nahen Orients. Band 41). Trofenik, München 1989, ISBN 3-87828-184-6.
- Bild-Gedanken der spätmittelalterlichen Hl.-Blut-Mystik und ihr Fortleben in mittel- und südosteuropäischen Volksüberlieferungen. Vorgetragen in der Sitzung vom 10. Januar 1997. München 1997 (= Bayerische Akademie der Wissenschaften München/Philosophisch-Historische Klasse: [Abhandlungen/Neue Folge] 114).
- Mystische Einhornjagd – Deutsche und slawische Bild- und Wortzeugnisse zu einem geistlichen Sinnbild-Gefüge. Bayerische Akademie der Wissenschaften, Sitzungsberichte, München, Jahrgang 1978, Heft 6, ISBN 3-7696-1493-3